# Protektor
Protektor (latin: Protector, "beskytter") er en ærestitel, som i Danmark er en person med tilknytning til politik, kongehuset eller notabiliteter, som tillader, at deres navn anvendes i forbindelse med udstillinger, private foreninger og hjælpeorganisationer.
Formålet med en protektor er at promovere og skabe interesse for ovennævnte områder.

## Titlen i anden sammenhæng
Titlen protektor er tidligere anvendt af danskeren Jørgen Jürgensen, som i 1809 kom til Island, og her erklærede landet uafhængigt af Danmark, og i to måneder var landets leder. I England blev titlen Lord Protector i betydningen Rigsforstander brugt af Oliver Cromwell i 1653. Senere var først Konstantin von Neurath og derpå Reinhard Heydrich henholdsvis Reichsprotektor og stedfortrædende Reichsprotektor for Böhmen og Mähren.
Betegnelsen blev brugt når rigets overhoved var frataget sin regeringsmagt, umyndiggjort eller ikke funktionsdygtig på grund af længere tids sygdom.